# Przyrwa (Łęg)
Die Przyrwa ist ein linker Zufluss des  Łęg in der Woiwodschaft Karpatenvorland in Polen. Sie gehört damit dem Stromgebiet der Weichsel an.

## Geografie
Die Przyrwa entspringt in der Gmina Niwiska rund 12 km östlich von Mielec und 12 km westlich von Kolbuszowa, das seinerseits rund 31 km nordwestlich der Stadt Rzeszów liegt. Sie fließt von dort in nordöstlicher Richtung an der Kleinstadt Kolbuszówa vorbei, nimmt dort den von rechts kommenden Nil auf und mündet bei Wilcza Wola linksseitig in den Łęg.